# قائد الجنود (الإمبراطورية الرومانية)

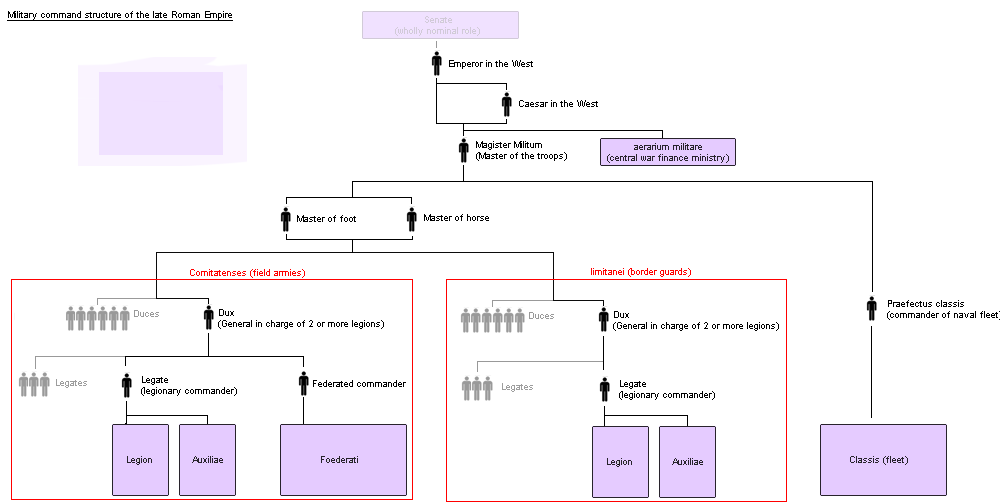
رسمٌ يظهر تدرَّج المناصب السياسية والعسكرية بالأيام الأخيرة للإمبراطورية الرومانية. يظهر منصب قائد الجنود بعد الإمبراطور والقيصر مباشرة.

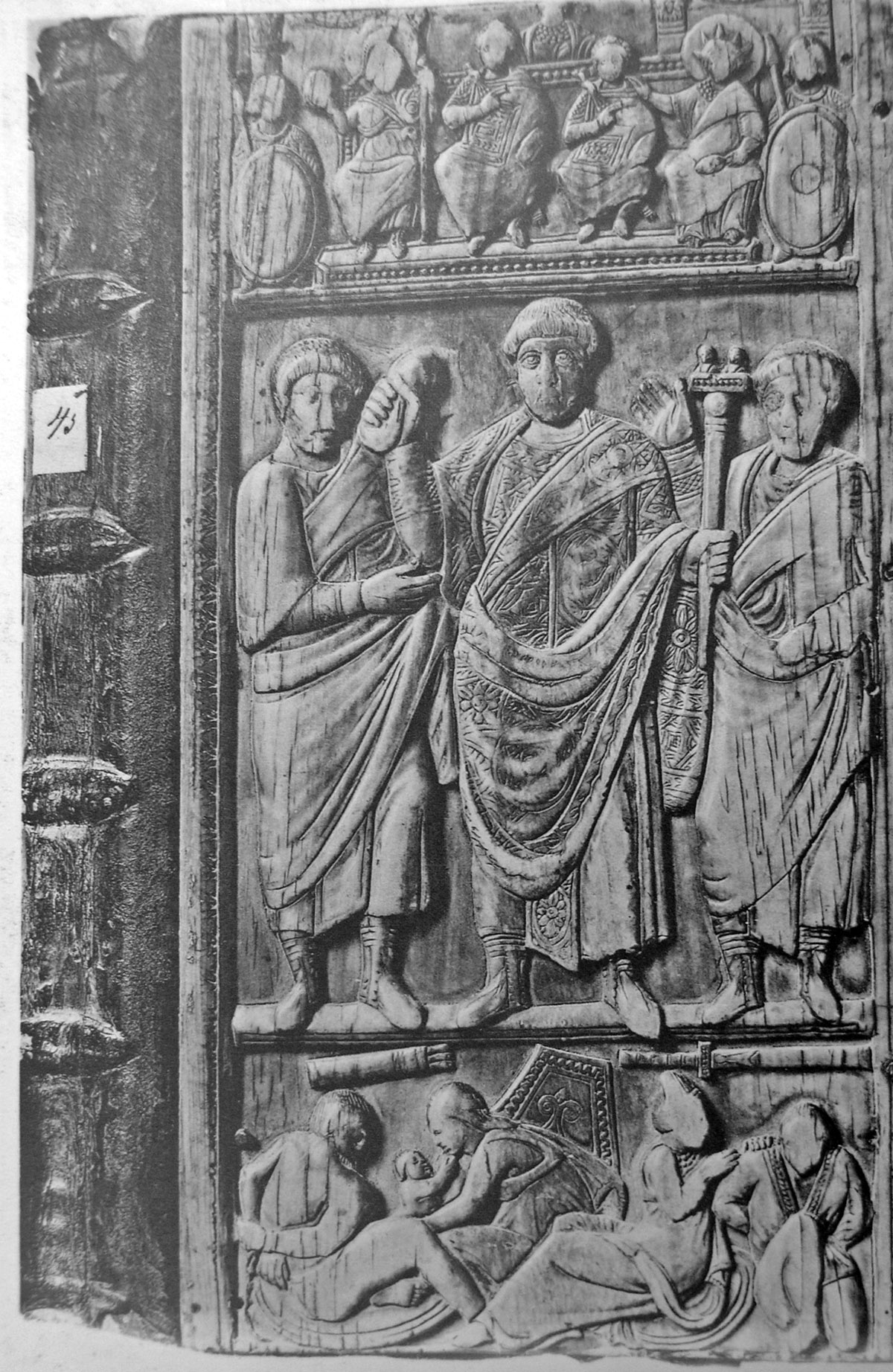
فلافيوس قسطنطينيوس، من الأعلام البارزين الذين شغلوا منصب قائد الجنود في الإمبراطورية الرومانية الغربية.

قائد الجنود (باللاتينية: Magister militum) «ماجيستر ميليتوم» هي أعلى رتبة عسكرية في العهد المتأخر للإمبراطورية الرومانية، بدءاً من فترة حكم قسطنطين الأول وحتى انهيار الإمبراطورية الرومانية الغربية. كان قائد الجنود هو ثاني أعلى سلطةٍ عسكرية بكامل الإمبراطورية بعد الإمبراطور ذاته، وأحد أعلى السلطات في الإمبراطورية بأكملها.

## التاريخ
بدأ العمل بمنصب قائد الجنود في روما القديمة لأوَّل مرة خلال القرن الرابع الميلادي، عندما قرَّر الإمبراطور قسطنطين الأول تجريد القائد البرايتوري (قائد الحرس الإمبراطوري وأحد أعلى السلطات في الإمبراطورية) من كافة صلاحيَّاته العسكريَّة، وبالتالي وٌزِّعت هذه الصلاحيات على منصبين جديدين: أحدهما يقود الجنود المشاة بالجيش ويُسمَّى قائد المشاة (Magister peditum)، والآخر - وهو الأكثر أهمِّية واحتراماً - يقود الخيَّالة ويُسمَّى قائد الفرسان (Magister equitum). وقد وجد المنصب الأخير - قائد الفرسان - منذ عهد الجمهورية الرومانية، حيث كان قائد الفرسان ثاني أعلى سلطةٍ بعد الدكتاتور الروماني.
بعد عهد قسطنطين الأول، ظهرت إصدارات مصغَّرة من منصب قائد الجنود، حيث أصبح هناك قائد جنود لكلّ منطقة أو ولاية بالإمبراطوررية: فكان هناك قائدٌ جنود لولاية الغال وولاية إيطاليا وولاية إليريكم وولاية الشرق، وكذلك في أبرشية ثراسيا وأحياناً أبرشية أفريقيا. وفي الأيام المتأخرة للرومان بدؤوا بخسارة مقاطعاتهم الشرقية أمام الفتوحات الإسلامية بمنتصف القرن السابع الميلادي، ممَّا أدى إلى تجمُّع القادة العسكريين للجيوش الرومانية المتبقية بتلك المناطق واتحادها بمؤسَّسات سمِّيت مقاطعات الثيمات.
كان يحدث أحياناً في الأيام المتأخرة للإمبراطورية الرومانية الغربية أن يُنصَّب قائدٌ عسكري أعلى (Magister utriusquae militiae)، حيث يكتسب هذا القائد نفوذاً هائلاً في الدولة يجعل منه السلطة الحقيقيَّة بالإمبراطورية عوضاً عن الإمبراطور ذاته.